# Colin Henderson Roberts
Colin Henderson Roberts (8 de junio de 1909 – 1990) fue un erudito editor clásico. Fue Secretario de los Delegados de la Oxford University Press entre los años 1954 a 1974.

## Biografía
Roberts nació el 8 de junio de 1909 en la Calzada de la reina Isabel, Stoke Newington, Londres. Su hermano mayor, Brian Richard Roberts, más tarde se convirtió en editor de The Sunday Telegraph. Fue educado en la Merchant Taylors' School, Northwood y en el St John's College, Oxford, donde leyó Clásicos, tomando Primicias en ambos Honour Moderations y literae humaniores y fue elegido para la beca de la Universidad Craven. En 1934, fue elegido Investigador Junior en St John's y permaneció allí hasta 1976.
Bajo la influencia de sus tutores, Roberts se interesó en papirología y en la historia del libro en la antigüedad. Participó en excavaciones en Karanis, organizadas por la Universidad de Míchigan, y publicó algunos papiros bíblicos en la colección de la Biblioteca John Rylands. Durante la Segunda Guerra Mundial, trabajó en inteligencia en Londres y en Bletchley Park. En 1948 fue elegido como Lector en Papirología documental en Oxford.
En 1954 sucedió a A. L. P. Norrington como Secretario a los Delegados de Oxford University Press, ocupando ese puesto hasta 1974. Durante su gestión supervisó la publicación de la New English Bible. Fue nombrado OIB en 1973.
Roberts fue elegido como un Miembro de la Academia Británica en 1947, pero renunció (junto con su amigo T. C. Skeat) en 1979, en protesta por su decisión de no expulsar al traidor Anthony Blunt de la beca.

## Obras
- Manuscript, Society and Belief in Early Christian Egypt, C. H. Roberts, Hon. D. Litt., 1977.
- Birth of the Codex, de Colin Henderson Roberts, Theodore Cressy Skeat, 1954.
- Two Biblical Papyri in the John Rylands Library, Mánchester, 1936.
- The Antinoopolis Papyri ... Edited with translations and notes,1950, de C. H. Robers, etc. con placas, de John Wintour Baldwin Barns, Colin Henderson Roberts
- Oxford Palaeographical Handbooks, 1955. Editores generales: R. W. Hunt, C. H. Roberts, F. Wormald